# 雷一鳳
雷一鳳（？—？），山西平阳府蒲州军籍。

## 生平
父雷应元，封承德郎户部主事。
萬曆四十六年（1618年）戊午科山西乡试举人，崇祯元年（1628年）戊辰科進士，授户部主事，历员外、郎中，官永平府知府。
子雷竟振，康熙甲辰科进士，官雅州知州。